# 杉並区立阿佐ヶ谷中学校
杉並区立阿佐ヶ谷中学校（すぎなみくりつ あさがやちゅうがっこう）は、杉並区の中学校。

## 概要
1947年（昭和22年）4月1日、新学制の発足とともに開校。当初は阿佐ヶ谷中学校としての校舎を持たず、隣接する小学校である杉並第六小学校の3教室を間借りしてのスタートとなった。初年度の新一年生は93名。
1949年（昭和24年）に現在も校舎がある場所に木造校舎が完成。
1958年（昭和33年）に杉並区初の四階建て鉄筋校舎に切り替え。
1964年（昭和39年）に区内2校目となる特別支援学級が設置される。
1989年（平成元年）に現在の地上6階、地下1階の現校舎が完成。

## 年表
- 1947年（昭和22年）4月1日 - 開校
- 1964年（昭和39年） - 特別支援学級設置
- 1989年（平成元年） - 現校舎完成

## アクセス
- JR中央線「阿佐ケ谷駅」徒歩7分
- 東京メトロ丸ノ内線「南阿佐ケ谷駅」徒歩2分

## 外部サイト
- 杉並区立阿佐ヶ谷中学校